# Трек Хеньї

Еволюційні треки зір до головної послідовності (залежно від їх маси). Вертикальну частину називають треком Хаяші, а горизонтальну — треком Хеньї. Горизонтальна частина спостерігається лише у зір із масою більше 0,4 М_{☉}

Трек Хеньї — майже горизонтальний еволюційний трек на діаграмі Герцшпрунга—Рассела, вздовж якого рухаються зорі до головної послідовності з масами більше 0,4 маси Сонця. 

## Загальна характеристика
Перехід на трек Хеньї відбувається з майже вертикального  треку Хаяші  внаслідок утворення в зорі ядра з променистим перенесенням енергії. Таке ядро утворюється лише у зір із масою більше 0,4 М☉. У міру наближення до головної послідовності зоря повільно стискається й нагрівається, але її світність залишається майже постійною. Стискання триває доки в надрах зорі не почнуться термоядерні реакції водневого циклу.

## Походження назви
Трек названо за прізвищем американського астронома Льюїса Хеньї (1910-1970), який у 1950-х показав, що в процесі наближення до головної послідовності зорі можуть залишатися в променистій рівновазі.